# Max Zirngast
Max Zirngast (Graz, 1989) és un periodista i polític austríac. De l'11 de setembre al 24 desembre de 2018 va estar empresonat pels seus articles en una presó d'alta seguretat a Turquia, sota sospita de ser membre del Partit Comunista de Turquia i acusat de «proximitat a organitzacions terroristes».

## Trajectòria
Zirngast va estudiar Ciències Polítiques i Filosofia a la Universitat de Viena. A partir del 2015 va viure, estudiar i treballar a la capital de Turquia, Ankara. Escriu per a publicacions d'esquerra i llocs web com el diari Junge Welt, re:volt magazine i Jacobin. Va treballar com a activista per al moviment polític kurd i va estudiar a l'Orta Doğu Teknik Üniversitesi d'Ankara. És crític amb el govern de Recep Tayyip Erdoğan i la seva política repressiva contra el poble kurd. Parla turc amb fluïdesa i és simpatitzant del Partit Democràtic del Poble.
Durant el seu empresonament, la secció austríaca de Reporters Sense Fronteres va reclamar el seu alliberament, com també el canceller federal, el vicerector de la Universitat e Viena i el ministre d'Exteriors. A les autoritats turques se'ls va demanar a l'uníson que revelessin els motius de la denúncia i que alliberessin Zirngast.
En una entrevista per a Österreichischer Rundfunk, Rubina Möhring va declarar que hi havia la sospita que el govern turc volia utilitzar la detenció per a persuadir el govern austríac d'abandonar el seu «posicionament antiturc» i, a canvi, alliberar Zirngast.
El dia 24 de desembre de 2018, Zirngast va ser posat en llibertat però no se li va permetre sortir de Turquia. El judici va començar l'11 d'abril de 2019, però es va ajornar el primer dia del judici al setembre de 2019. Després que el fiscal ho hagués sol·licitat, el jutjat d'Ankara el va absoldre juntament amb tres acusats més, i també es va aixecar la prohibició d'abandonar el país.
A les eleccions municipals de Graz de 2021, Zirngast va guanyar una de les 15 regidories del Partit Comunista d'Àustria.

## Obra publicada
- Six Takeaways From the Turkish Elections 2018.
- We will see violence: What Turkey lost in Erdoğan's referendum victory 2017.
- Güney Işikara, Alp Kayserilioġlu und Max Zirngast, „Die AKP als neuer Prinz: Die Hegemonie des Finanzkapitals und ihre Widersprüche“, a: Ismail Küpeli (Hrsg.), Kampf um Kobanê: Kampf um die Zukunft des Nahen Ostens, Münster: 2015, ISBN 978-3942885898.